# Romà l'Ostiari
Romà l'Ostiari (Roma?, s. III - ca. 258) fou un empleat de la presó de Roma, convertit al cristianisme i mort màrtir a mitjan segle iii. És venerat com a sant per l'Església catòlica. Se celebra el 9 d'agost, un dia abans que Sant Llorenç. Se'n conserven relíquies a San Lorenzo fuori le Mura i Santa Catarina dei Funari, a Roma. És esmentat com a màrtir al Liber Pontificalis juntament amb tres eclesiàstics; tots quatre apareixen com a companys de martiri de Sant Llorenç de Roma, el 10 d'agost de 258, i també van ésser sebollita a la catacomba de Ciríaca de la Via Tiburtina: la tomba de Romà és esmentada als itineraris de Roma del segle VII. Possiblement, la tradició pot basar-se en un fet real, però ha estat adulterada amb fets difícilment comprovables. Les actes llegendàries de Llorenç diuen que Romà era un dels porters (ostiarii) que vigilaven la presó on va ésser Sant Llorenç. Aquest el va convertir i batejar i després va ésser martiritzat. Altres fonts diuen que era soldat i que, convertit, esdevingué ostiari a una església de Roma, fins que fou detingut i morí màrtir.